# Gmina związkowa Kaiserslautern-Süd
Gmina związkowa Kaiserslautern-Süd (niem. Verbandsgemeinde Kaiserslautern-Süd) − dawna gmina związkowa w Niemczech, w kraju związkowym Nadrenia-Palatynat, w powiecie Kaiserslautern. Siedziba gminy związkowej znajdowała się w mieście Kaiserslautern, które jednak do tej gminy nie należało.

## Podział administracyjny
Gmina związkowa zrzeszała sześć gmin wiejskich (Gemeinde):
1. Krickenbach
2. Linden
3. Queidersbach
4. Schopp
5. Stelzenberg
6. Trippstadt

1 lipca 2019 gmina związkowa została połączona z gminą związkową Landstuhl tworząc nową gminę związkową Landstuhl.